# Nuccio Fiorda
Nuccio Fiorda (Civitanova del Sannio, 17 febbraio 1894 – Roma, 14 dicembre 1975) è stato un compositore e direttore d'orchestra italiano.

## Biografia
Frequenta il Conservatorio di Napoli per seguire in seguito a Roma nel 1918 le lezioni di Ottorino Respighi, lavorando presso il Teatro Costanzi come musicista di fila, partecipando attivamente al movimento Futurista.
Nel 1919 si diploma a Bologna in composizione, iniziando negli anni 20 l'attività di direttore d'orchestra e compositore per il teatro e per il cinema, dirigendo all'interno delle sale per la proiezione di film muti.
Sua è la prima colonna sonora a venire incisa in Italia, quella per il cortometraggio L'orologio magico, composta nel 1929.
Dal 1931 si dedica quasi esclusivamente alla realizzazione di colonne sonore e all'adattamento di quelle dei film esteri.
Attività che interromperà nel dopoguerra per riprendere la composizione di opere teatrali, muore a Roma nel 1975, verrà sepolto accanto alla moglie nel cimitero della sua città natale.

## Colonne sonore
- Il sentiero delle belve, regia di Vittorio Tedesco Zammarano (1932)
- L'anonima Roylott, regia di Raffaello Matarazzo (1936)
- Il segreto inviolabile, regia di Julio De Fleishner (1939)
- Maddalena: zero in condotta, regia di Vittorio De Sica (1940)
- C'è sempre un ma!, regia di Luigi Zampa (1942)
- Il ventesimo duca, regia di Luico De Caro (1943)
- Tre ragazze cercano marito, regia di Duilio Coletti (1944)
- Non canto più, regia di Riccardo Freda (1945)
- Io t'ho incontrata a Napoli, regia di Pietro Francisci (1946)
- L'atleta di cristallo, regia di Enzo Fiermonte (1946)
- Paese degli olivi, regia di Adriano Barbano (1951)